# Segeda
Segeda (Sekaisa) était un oppidum de la tribu des Belli. Il était situé dans la comarque de Calatayud (Saragosse), plus précisément dans la zone correspondante aujourd'hui à l'actuelle Mara et Belmonte de Gracián. Ce fut la ville la plus importante des Belli, ce qui lui permit d'émettre une monnaie vers le IIe siècle av. J.-C.

## Localisation

Carte montant la localisation de Segeda et les villes voisines.

Segeda se situe dans le Système ibérique central, près de la rivière Perejiles.
C'est une zone favorable pour l'agriculture, notamment pour la culture de céréales. L'abondance des récoltes peut expliquer le nombre important et rapproché de communautés dans la région depuis le Haut Moyen Âge.

## Histoire

### Guerres celtibères
Appien est le premier à mentionner l'existence de cette ville et l'attribue comme possession du peuple des Belli. Il rapporte le déroulement du conflit qui oppose Segeda et Rome,.
La ville a été concernée par les Guerres celtibères, car lorsque la ville a tenté d'agrandir ses murailles en 154 av. J.-C., les Romains ont utilisé ce prétexte comme casus belli pour commencer la conquête de la Celtibérie. En effet, le Sénat romain estime que ce peuple ne respecterait plus le traité de Gracchus qui fut signé quelques années plus tôt entre les Romains et Segeda. Les habitants estimaient être de bonne foi, car pour eux le traité interdisait seulement la construction de nouvelles villes, mais pas une extension de cette dernière. Rome lança un ultimatum à Segeda que cette dernière ignora.
En 153 av. J.-C., Segeda est alliée à l'une des tribus celtibères les plus puissantes, les Arvaques, dont la ville plus importante est Numance. L'armée romaine marche sur la ville des Belli avant que ces derniers aient pu terminer les préparatifs de défense. Les habitants de Segeda s'échappent et fuient chez leur voisin, les Arvaques devant l'armée romaine commandée par Quintus Fulvius Nobilior et composée de près de 30 000 hommes. Ces deux peuples confient la direction de l'alliance à Caro de Segeda.
Les forces combinées des deux peuples lors d'une embuscade tuent environ 6 000 soldats romains, arrêtent l'attaque du consul Quintus Fulvius Nobilior contre Segeda et repoussent l'attaque romaine principale sur la ville de Numance. Toutefois lors de cette bataille, beaucoup de Celtibères perdent la vie, dont leur chef Caro de Segeda.

## Numismatique

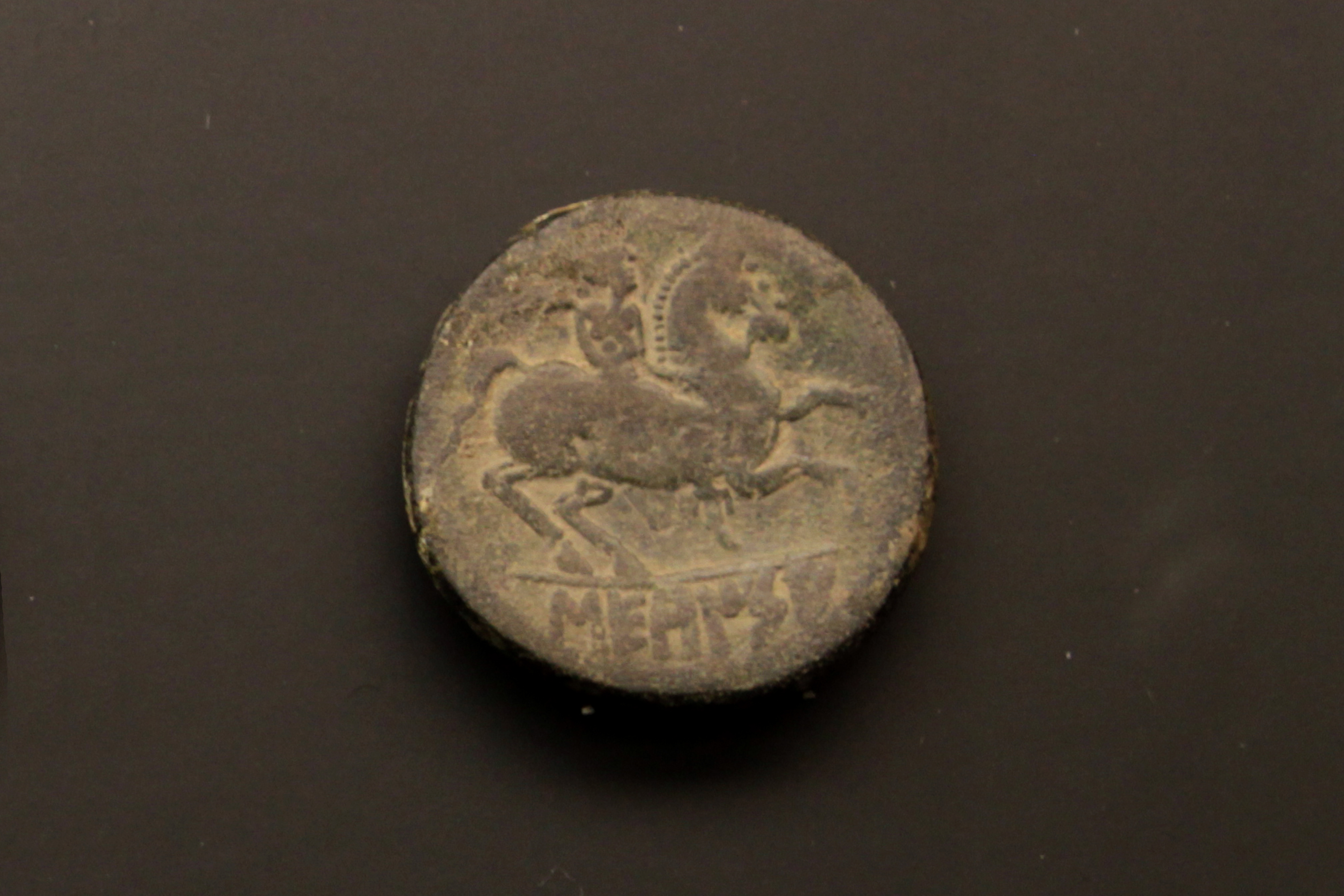
Monnaie de Segeda datant du et du.

Segeda est considérée comme l'un des ateliers monétaires les plus complets qui aient été fouillés de nos jours. En effet, de nombreuses pièces en bronze et en argent y ont été retrouvées. Les pièces de monnaie en bronze telles que les as pesaient entre 14 et 16 grammes. Puis à partir du milieu du IIe siècle av. J.-C., les premiers deniers commencent à apparaître.
Segeda bat ses premières monnaies entre 170 et 154 av. J.-C., principalement des as. La ville celtibère frappe également des pièces en argent uniquement pour payer son tribut à Rome. Sur les pièces de cette époque, le nom de la ville est mentionné sous sa forme celtibère « Sekaiza ».
Toutefois, les pièces les plus nombreuses sont les dernières à avoir été émises. Elles portent les caractéristiques suivantes :
- sur l'avers, deux dauphins présents sur les deux côtés de la monnaie ;
- sur le revers, un cavalier armé d'une lance avec en dessous la légende ;
- le poids des pièces est évalué entre 8 et 9 grammes ;
- il est possible de constater une décadence progressive au niveau de la qualité de l'art sur les pièces[7].

## Calendrier romain
En 153 av. J.-C., le Sénat décide d'envoyer le consul Quintus Fulvius Nobilior en Hispanie pour s'occuper de la guerre contre Segeda. Jusqu'alors, l'année commençait avec la prise de possession des nouveaux consuls durant les ides de mars, le 15 de ce mois ; janvier et février étant considérés comme les deux derniers mois du calendrier. À cause de l'éloignement de certaines provinces comme celle d'Hispanie, les troupes romaines ne seraient pas prêtes pour la guerre avant septembre ou octobre, alors que la plupart des campagnes militaires à cette époque se déroule durant la saison estivale. C'est pour ce motif que la date d'élection des consuls est avancée au 1er janvier à partir de cette année, cette date devient ainsi le premier jour de l'année. Les mois ont conservé leurs noms originaux, et c'est pour cette raison que de nos jours « septembre », « octobre », « novembre » et « décembre » ont conservé encore leurs préfixes respectifs de septième, de huitième, de neuvième et de dixième, même s'ils occupent les positions de neuf à douze dans notre calendrier.